# Чэнь Мэн
Чэнь Мэн (кит. упр. 陈梦, пиньинь Chén Méng; род. 15 января 1994, Циндао, Шаньдун) — китайская спортсменка, игрок в настольный теннис, четырёхкратная олимпийская чемпионка, многократная чемпионка и призёр чемпионатов мира. Абсолютная чемпионка юниорского чемпионата мира 2011 года, на котором Чэнь Мэн завоевала 4 золотых медали: в командном, одиночном, парном и смешанном разрядах.

## Спортивная карьера
Чэнь Мэн — правша, играет в атакующем стиле, используя европейскую хватку.
Чэнь Мэн играла в китайской Суперлиге за клуб «Shandong Luneng», с 2016 года выступает за команду Шэньчжэня.
В 2012 году Чэнь Мэн одержала победу в одиночном разряде на двух этапах «2012 ITTF World Tour» в Дохе и Сучжоу.
В 2013 году Чэнь Мэн одержала победу в одиночном разряде на двух этапах «2013 ITTF World Tour» в Стокгольме и Сучжоу.
В 2015 году Чэнь Мэн одержала победу в одиночном разряде на этапе «2015 ITTF World Tour» в Кобе.
В 2017 году Чэнь Мэн одержала победу в одиночном разряде на трех этапах «2017 ITTF World Tour» и стала победительницей «ITTF World Tour Grand Finals» в Астане в двух разрядах: в парном разряде с Чжу Юйлин и в одиночном разряде.
В январе 2018 года Чэнь Мэн возглавила мировой рейтинг.
В 2018 году Чэнь Мэн выиграла в одиночном разряде платиновый этап «2018 ITTF World Tour» в Австрии и финальный турнир «ITTF World Tour Grand Finals» в Инчхоне (Корея).
В 2019 году Чэнь Мэн выиграла в одиночном разряде этапы «2019 ITTF World Tour» в Венгрии, Китае, Корее и Швеции, и затем «ITTF World Tour Grand Finals» в Чжэнчжоу.
На чемпионате мира 2019 года в Будапеште Чэнь Мэн завоевала серебро в одиночном разряде и бронзу в парном.
В 2020 году Чэнь Мэн выиграла в одиночном разряде этапы «2020 ITTF World Tour» в Германии и Катаре, и, впервые в жизни, Кубок мира (10.11.2020) в Вэйхай (в родной для неё провинции Шаньдун). Следует заметить, что изначально Чэнь Мэн не была заявлена от Китая на Кубок мира, и оказалась там, лишь выйдя на замену (вместо Лю Шивэнь).
На Олимпийских играх 2024 года в Париже завоевала золото в женском одиночном и командном разрядах.
27 декабря 2024 года Чэнь Мэн объявила о прекращении участия в соревнованиях под эгидой ITTF.